# Leptodontidium cubense
Leptodontidium cubense är en svampart som beskrevs av R.F. Castañeda 1988. Leptodontidium cubense ingår i släktet Leptodontidium, ordningen disksvampar, klassen Leotiomycetes, divisionen sporsäcksvampar och riket svampar.   Inga underarter finns listade i Catalogue of Life.